# From a Buick 6
From a Buick 6 è una canzone di Bob Dylan, tratta dall'album Highway 61 Revisited, oltre che pubblicata anche come singolo del lato B di Positively 4th Street. Venne registrata il 30 luglio 1965.

## Il brano
La canzone è un roco brano blues suonato temerariamente da un gruppo che includeva Al Kooper all'organo e Mike Bloomfield come chitarrista. La parte della chitarra è impostata secondo i tradizionali riff blues, resi celebri da Robert Johnson, Charlie Patton e Big Joe Williams. Il pezzo musicale inizia con un colpo di rullante, somigliante a quello della canzone di apertura di Highway 61 Revisited, Like a Rolling Stone. Il brano si ispira parzialmente alla canzone Milk Cow Blues di Sleepy John Estes ma, nonostante l'uso di versi presi parimenti da questo classico blues, il brano di Dylan meglio si approccia alla versione Milk Cow Blues dei Kinks dell'omonima canzone di Kokomo Arnold.

## Cover
From a Buick 6 è stata reinterpretata da artisti come Gary U.S. Bonds e Johnny Winter.